# Caistor
Caistor – miasto w Wielkiej Brytanii, w Anglii, w regionie East Midlands, w hrabstwie Lincolnshire. W 2001 r. miasto to zamieszkiwało 2601 osób.